# 蒋耀林
蒋耀林(1966年—)，江苏扬州人，新疆大学教授，中国教育部长江学者特聘教授，主要从事应用数学、计算数学等领域研究。蒋耀林是享受中国国务院特殊津贴专家，曾担任西安交通大学数学系教授，担任中国工业与应用数学学会（一级学会）常务理事。